# Mateus de Sá
Mateus Daniel Adão de Sá (né le 21 novembre 1995) est un athlète brésilien, spécialiste du triple saut.

## Carrière
Il bat le record national junior pour remporter la médaille de bronze lors des Championnats du monde juniors d'athlétisme 2014.
Son record personnel est de 16,63 m, obtenu le 23 avril 2016 à São Bernardo do Campo. Il a également réalisé 7,34 m en saut en longueur à São Paulo le 29 septembre 2016. Le 3 juin 2017, il porte son record à 16,87 m (+0,5 m/s) à São Bernardo do Campo (Arena Caixa).

## Palmarès
| Date | Compétition                    | Lieu           | Résultat | Epreuve     | Marque  |
| ---- | ------------------------------ | -------------- | -------- | ----------- | ------- |
| 2014 | Championnats du monde juniors  | Eugene         | 3e       | Triple saut | 16,47 m |
| 2016 | Championnats ibéro-américains  | Rio de Janeiro | 1er      | Triple saut | 16,40 m |
| 2017 | Championnats d'Amérique du Sud | Luque          | 2e       | Triple saut | 16,70 m |
| 2017 | Universiade                    | Taipei         | 8e       | Triple saut | 16,08 m |
| 2018 | Jeux sud-américains            | Cochabamba     | 2e       | Triple saut | 16,76 m |
| 2019 | Universiade                    | Naples         | 2e       | Triple saut | 16,57 m |

## Records
| Épreuve     | Épreuve   | Marque  | Lieu                  | Date           |
| ----------- | --------- | ------- | --------------------- | -------------- |
| Triple saut | Plein air | 16,87 m | Sao Bernardo do Campo | 3 juin 2017    |
| Triple saut | En salle  | 16,14 m | Madrid                | 8 février 2018 |